# Icaraíma
Icaraíma este un oraș în Paraná (PR), Brazilia.